# Próba jądrowa w Korei Północnej 6 stycznia 2016 roku
Próby jądrowe w Korei Północnej 6 stycznia 2016 roku – koreańska armia o godz. 10:00:01 czasu lokalnego przeprowadziła podziemną próbę z bombą atomową. Amerykańskie służby geologiczne zarejestrowały wstrząs o magnitudzie 5,1, chińskie centrum trzęsień ziemi zanotowało wstrząs o magnitudzie 4,9.
Media północnokoreańskie ogłosiły, że dokonano udanej detonacji bomby wodorowej, jednak niezależni obserwatorzy oraz przedstawiciele Korei Południowej oceniają, że była to eksplozja ładunku jądrowego oparta na reakcji rozszczepienia ciężkich jąder atomowych (np. uranu lub plutonu).